# Néa Pávliani
Néa Pávliani (Nea Pavliani) är en ort i Grekland.   Den ligger i prefekturen Fthiotis och regionen Grekiska fastlandet, i den centrala delen av landet, 150 km nordväst om huvudstaden Aten. Néa Pávliani ligger 867 meter över havet och antalet invånare är 131.
Terrängen runt Néa Pávliani är kuperad österut, men västerut är den bergig. Terrängen runt Néa Pávliani sluttar österut. Runt Néa Pávliani är det ganska glesbefolkat, med 23 invånare per kvadratkilometer. Närmaste större samhälle är Lamia, 19,8 km norr om Néa Pávliani. 